# Attentatet på Andrej Karlov
39°54′31″N 32°51′27″Ø / 39.908630°N 32.857584°Ø
Den russiske ambassadør i Tyrkiet, Andrej Karlov, blev skudt og dræbt af Mevlüt Mert Altıntaş om aftenen den 19. december 2016 ved en kunstudstilling i Ankara i Tyrkiet. Mordet fandt sted efter flere dage med protester over russisk indblanding i den syriske borgerkrig og slaget om Aleppo, selvom de russiske og tyrkiske regeringer havde forhandlet en våbenhvile.

## Baggrund og motiv
Russiske og tyrkiske embedsmænd forhandlede om en våbenhvile i Syrien under evakueringen af Aleppo. Rusland, Tyrkiet og Iran havde planlagt at mødes for at forhandle en løsning til den syriske borgerkrig, som ville udelukke USA.
Den tyrkiske præsident Recep Tayyip Erdoğan udtalte, at skyderiet havde til formål at forstyrre forbedringen af forholdet mellem Rusland og Tyrkiet. New York Times har antydet, at et muligt motiv er hævn for det russiske luftvåbens bombning af oprørerkontrollerede områder i Aleppo.

## Offeret
Andrej Gennadevitj Karlov blev født i Moskva i 1954 og uddannet ved Moskvas statslige institut for international politik og det Diplomatiske akademi. Han begyndte sin karriere i det sovjetiske udenrigsministerium i 1976. Karlov havde forskellige diplomatiske stillinger ved den russiske ambassade i Nordkorea. Han havde været den russiske ambassadør i Tyrkiet siden juli 2013.

## Gerningsmand
Attentatmanden blev identificeret som Mevlüt Mert Altıntaş (24. juni 1994 – 19. december 2016), som enten en betjent uden for tjeneste eller tidligere politibetjent. Mevlüt Mert Altıntaş blev uddannet fra politiskolen i İzmir i 2014. Nogle kilder rapporterer, at han blev fyret fra politiet på grund af en påstået involvering i kupforsøget i Tyrkiet i juli 2016.
Efter nedskydningen af Karlov, råbte Altıntaş: "Allahu Akbar (Gud er størst). Glem ikke Aleppo, glem ikke Syrien." Efter attentatet blev Altintas dræbt af tyrkiske sikkerhedsstyrker.

## Reaktioner
Mange regeringer og statsoverhoveder fordømte angrebet og kondolerede Karlovs familie og andre ofre for skyderiet og det russiske folk.
I Tyrkiet udtalte præsident Recep Tayyip Erdoğan i en videotale, at "forholdet mellem Tyrkiet og Rusland er afgørende for regionen, og at de, der har til formål at skade båndet ikke vil nå deres mål". Talen kom efter en samtale med den russiske præsident Vladimir Putin, og Erdoğan tilføjede at "begge var enige om at mordet på Ruslands ambassadør i Ankara af en bevæbnet mand var en provokation fra dem, som ønsker at skade forholdet mellem vores lande." Det tyrkiske Udenrigsministerium lovede at gøre alt for ikke at lade "dette angreb kastede en skygge på den tyrkisk-russiske venskab."
Talskvinden for det russiske udenrigsministerium Maria Zakharova sagde: "Terrorism will not pass. We will fight it decisively."
Præsident Vladimir Putin udtalte, at han mener, "drabet på Ruslands ambassadør i Tyrkiet var en provokation for at ødelægge båndet mellem Rusland og Tyrkiet og at afspore Moskvas forsøg på, sammen med Iran og Tyrkiet, at finde en løsning på krisen Syrien". Han beordrede også skærpelse af sikkerhedsforanstaltningerne på russiske ambassader verden over, og at han ønsker at vide hvem "der instruerede gerningsmandens hånd".